# Investitionsgarantien der Bundesrepublik Deutschland
Investitionsgarantien sind, neben den Hermesdeckungen (Exportkreditgarantien) und den Garantien für ungebundene Finanzkredite (UFK), ein etabliertes Außenwirtschaftsförderinstrument der Bundesregierung. Deutsche Unternehmen können im Rahmen der Garantie ihre Direktinvestitionen im Ausland gegen politische Risiken im Anlageland absichern. Das Förderinstrument unterstützt das wirtschaftliche Wachstum sowie die Sicherung und Schaffung von Arbeitsplätzen in Deutschland und im Anlageland.

## Gegenstand der Garantien
Garantiegegenstand sind Direktinvestitionen im Ausland in Form von:
- Beteiligungen
- Kapitalausstattungen von Niederlassungen
- Beteiligungsähnlichen Darlehen
- Anderen vermögenswerten Rechten

Auch Erträge können abgesichert werden.

## Abgesicherte Risiken
Soweit die Verluste durch politische Maßnahmen oder Ereignisse in dem Anlageland verursacht worden sind, bieten die Investitionsgarantien Schutz gegen den Verlust von Gesellschafter-/Gläubigerrechten, Vermögen oder Erträgen. Zu den abgesicherte Risiken gehören:
- Enteignung
- Kriegsfall
- Zahlungsverbote oder Moratorien
- Konvertierungs- und Transferrisiken
- Bruch staatlicher Zusagen[3]

## Voraussetzung der Garantien
Damit eine Direktinvestition im Ausland Gegenstand einer Garantie werden kann, muss sie folgende Voraussetzungen erfüllen.

### Investitionscharakter
Die Bundesregierung setzt voraus, dass es sich um eine Neu- bzw. Erweiterungsinvestition handelt. Diese muss durch ein Unternehmen mit Sitz in Deutschland sowie mit erkennbarem deutschem Interesse langfristig getätigt werden. Außerdem muss es sich bei der Investition um ein wirtschaftlich tragfähiges, unternehmerisches Vorhaben handeln.

### Förderungswürdigkeit
Das Investitionsvorhaben muss positive Auswirkungen auf das Anlageland als auch auf die Bundesrepublik Deutschland haben. Aus Sicht des Anlagelandes beinhaltet dies beispielsweise Schaffung von Arbeitsplätzen, Know-how-Transfer oder Devisenerwirtschaftung. Für Deutschland sind positive Rückwirkungen auf die Beschäftigung von besonderem Interesse. Einen wichtigen Teil der Förderungswürdigkeit stellen Umwelt-, Sozial- und Menschenrechtsaspekte dar. Das Prüfverfahren orientiert sich dabei an den OECD Common Approaches, die auch für die Hermesdeckungen gelten. Außerdem soll die Investition auch zur Vertiefung der bilateralen Beziehungen mit dem Anlageland beitragen.

### Rechtsschutz
Ein ausreichender Rechtsschutz muss sichergestellt sein. Derzeit ist der Rechtsschutz grundsätzlich durch eine Vielzahl bestehender bilateraler Investitionsförderungs- und -schutzverträge (IFV) gegeben. Die Europäische Union (EU) und die EU-Mitgliedstaaten planen, die bilateralen IFV, die Deutschland weltweit geschlossen hat, mittelfristig durch Abkommen der EU und der EU-Mitgliedsstaaten zu ersetzen. In Ausnahmefällen kann der Rechtsschutz auch über die innerstaatliche Rechtsordnung des Anlagelandes gegeben sein. Des Weiteren ist die aktuelle wirtschaftliche und politische Situation bzw. die Entwicklung des Anlagelandes von Bedeutung.

## Entscheidung über Garantiegewährung
Der Interministerielle Ausschuss (IMA) ist das Entscheidungsgremium des Bundes für die Übernahme von Investitionsgarantien. Das Bundesministerium für Wirtschaft und Klimaschutz (BMWK) entscheidet im IMA über Anträge auf Übernahme von Investitionsgarantien mit Zustimmung des Bundesministeriums der Finanzen und im Einvernehmen mit dem Auswärtigen Amt und dem Bundesministerium für wirtschaftliche Zusammenarbeit und Entwicklung.
Die Investitionsgarantien werden im Auftrag der Bundesregierung von der PricewaterhouseCoopers GmbH Wirtschaftsprüfungsgesellschaft als Mandatar des Bundes bearbeitet.